# Husqvarna 701

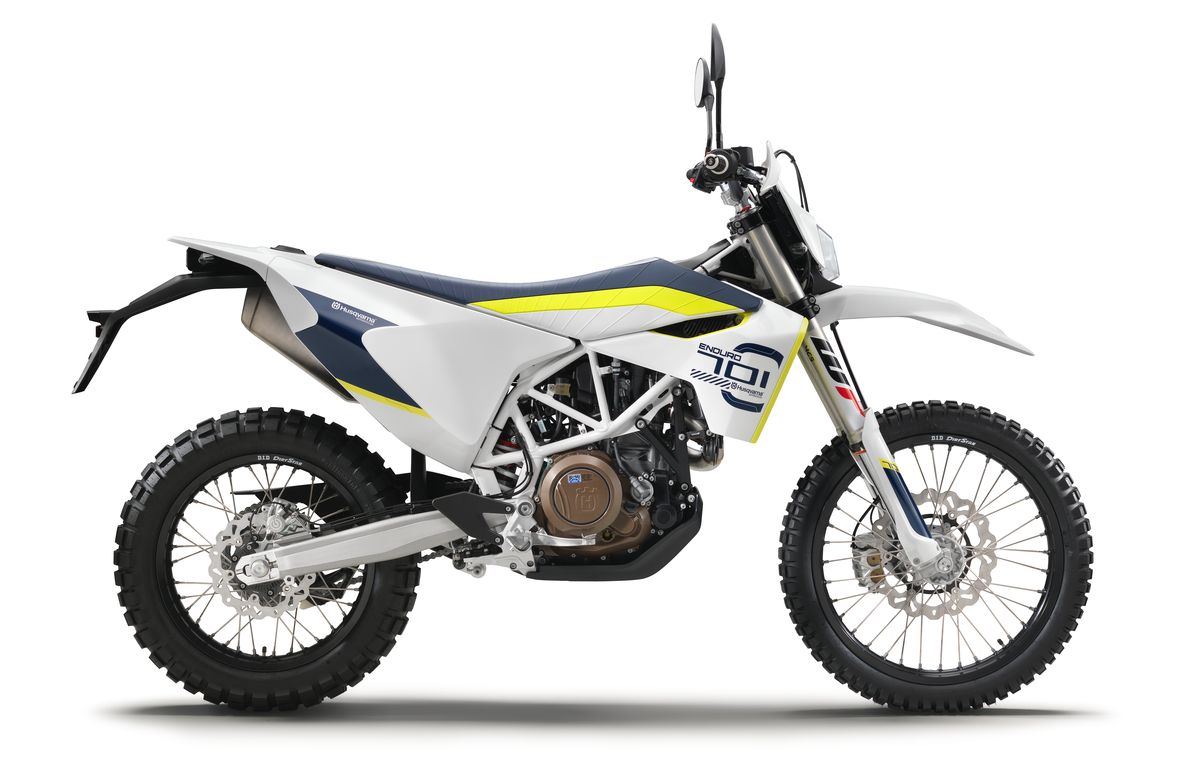
Husqvarna 701 Enduro 2017

Die Husqvarna 701 Supermoto und die Husqvarna 701 Enduro sind Motorräder der schwedischen Motorradmarke Husqvarna Motorcycles.

## Geschichte
Die Husqvarna 701-Serie wurde erstmals im Jahr 2016 vorgestellt. Sie basiert auf der Plattform der KTM 690 SMC-R bzw. KTM 690 Enduro R, da Husqvarna seit 2013 Teil des KTM-Konzerns ist. Seit 2016 erscheinen jedes Jahr neue Versionen mit kleinen Anpassungen am Design, Motor (zur Einhaltung strengerer Emissionsgesetze) und Zubehör (Schutzteile und Gepäcksysteme).

## Konstruktion

### Motor
Beide Modelle haben einen flüssigkeitsgekühlten Einzylinder-Viertaktmotor. Mit einem Hubraum von 692,7 cm³ und mit vier Ventilen pro Zylinder erzeugt dieser Motor eine Nennleistung von 55 kW (75 PS) und ein maximales Drehmoment von 73,5 Nm bei einer Drehzahl von 8000/min. Der Zylinder hat eine Bohrung von 105 mm, der Kolben einen Hub von 80 mm. Das Verdichtungsverhältnis beträgt 12,7 : 1. Der Motor erfüllt die Euro-5-Norm.

### Fahrwerk
Das Fahrwerk beider Modelle baut auf einem Gitterrohrrahmen aus einer Chrom-Molybdän-Legierung sowie einer Upside-Down-Teleskopgabel. Die 701 Supermoto verfügt über eine sportliche Geometrie mit einer niedrigen Sitzhöhe von 890 mm und einem Lenkkopfwinkel von 63,6 Grad, während die 701 Enduro für Offroad-Bedingungen mit 925 mm Sitzhöhe und einem Lenkkopfwinkel von 62,3 Grad optimiert ist. Beide Modelle sind mit Federelementen von WP Suspension ausgestattet, das wie Husqvarna Motorcycles Teil der Pierer Mobility AG ist.

### Bremsen
Die Bremsanlage beider Modelle besteht aus Brembo-Bremsen. Die Enduro-Version hat eine vordere Bremsscheibe mit 300 mm, die Supermoto-Version mit 320 mm Durchmesser, für verbesserte Bremskraft auf Asphalt.

### Elektronik
Die Husqvarna 701-Modelle haben elektronische Systeme wie ABS (Anti-Blockier-System), schräglagenabhängige Traktionskontrolle sowie einen elektronischen Motoranlasser, ein LCD-Display und unterschiedliche Fahrmodi. Die Motorräder verfügen außerdem über eine Anti-Hopping-Kupplung.

## Unterschiede
Die Husqvarna 701 Supermoto und die Husqvarna 701 Enduro sind zwei verschiedene Modelle, die für unterschiedliche Einsatzbereiche entwickelt sind. Hier sind die Hauptunterschiede zwischen den beiden:

### 1. Einsatzbereich
- 701 Supermoto: Dieses Modell ist für den Einsatz auf kurvenreiche Straßen und in städtischen Umgebungen optimiert.
- 701 Enduro: Die Enduro-Version ist speziell für Offroad-Fahrten konstruiert. Sie eignet sich für unbefestigte Wege, Trails und anspruchsvolles Gelände.

### 2. Fahrwerk
- 701 Supermoto hat ein strafferes Fahrwerk mit einer niedrigeren Sitzhöhe, das auf Stabilität und Agilität auf Asphalt ausgelegt ist. Die Geometrie ist so gestaltet, dass sie schnelle Kurvenfahrten ermöglicht.
- 701 Enduro hat ein höheres Fahrwerk mit mehr Federweg, um Unebenheiten im Gelände besser zu absorbieren. Dies sorgt für eine bessere Traktion und Kontrolle auf Offroad-Strecken.

### 3. Reifen
- 701 Supermoto: Ausgestattet mit Straßenreifen, die einen besseren Grip auf Asphalt bieten und für hohe Geschwindigkeiten geeignet sind. Der Reifendurchmesser beträgt vorne 17 Zoll.
- 701 Enduro: Kommt mit Offroad-Reifen, die für besseren Grip auf losem Untergrund und in schwierigem Terrain ausgelegt sind. Der Reifendurchmesser beträgt vorn 21 Zoll.

### 4. Bremsen
- 701 Supermoto: Hat größere vordere Bremsscheiben, die eine stärkere Bremskraft auf der Straße bieten.
- 701 Enduro: Diese Bremsen sind eher auf die Anforderungen des Geländes abgestimmt.

### 5. Design
- 701 Supermoto: Hat ein sportlicheres Design mit einem Schwerpunkt auf Aerodynamik und einem aggressiven Aussehen.
- 701 Enduro: Das Design ist robuster und funktioneller, um den Anforderungen des Offroad-Einsatzes gerecht zu werden.

### 6. Verbrauch
- 701 Supermoto: Der Verbrauch beträgt 4,05 l/100 km.[9]
- 701 Enduro hat einen Kraftstoffverbrauch kombiniert von 4,21 l/100 km.[10]

## Wissenswertes
- Die Husqvarna 701 Supermoto ist mit 1337 Zulassungen im Jahr 2022 auf dem 12. Platz der meistzugelassenen Motorräder in Deutschland.[11] Mit 1405 Zulassungen im Jahr 2023 auf Platz 14[12]
- Pierer Mobility entschied nach den ersten Verkaufserfolgen der Husqvarna 701 weitere Modelle von der Schwestermarke KTM und GasGas mit dem gleichen Motor zu veröffentlichen. Die Schwestermodelle sind die KTM 690 SMC-R, die als eigentliche Vorlage für die Husqvarna 701, nach einem Verkaufsstopp 2017, fast baugleich wie die Husqvarna 701 Supermoto wieder auf den Markt kam, sowie die GasGas SM 700 und GasGas ES 700, die ebenfalls fast gleich wie die 701 Supermoto bzw. 701 Enduro ist.[13] Der Verkauf der GasGas startete 2022.[14]
- Als  Konkurrenz zur Husqvarna 701 Supermoto stehen die 2024 erschienene Ducati Hypermotard 698,  SWM SM 650 und Yamaha XT 660 X.[15][16] Die Konkurrenz der Husqvarna 701 Enduro ist die bis 2016 produzierte Yamaha XT 660 R und die SWM RS 650 R.[17]